# (14141) Demeautis
(14141) Demeautis est un astéroïde de la ceinture principale.

## Description
(14141) Demeautis est un astéroïde de la ceinture principale. Il fut découvert le 16 septembre 1998 à Caussols par le projet ODAS. Il présente une orbite caractérisée par un demi-grand axe de 2,32 UA, une excentricité de 0,20 et une inclinaison de 4,6° par rapport à l'écliptique.

## Compléments